# Charmbracelet
Charmbracelet è il nono album in studio di Mariah Carey, pubblicato il 3 dicembre 2002. L'album ha debuttato alla terza posizione della classifica statunitense.

## Tracce
1. Through the Rain – 4:18 (Mariah Carey, Lionel Cole)
2. Boy (I Need You) (feat. Cam'ron) – 5:14 (Mariah Carey, Justin Smith, Norman Whitfield)
3. The One – 3:59 (Mariah Carey, Jermaine Dupri, Bryan-Michael Cox)
4. Yours – 5:06 (Mariah Carey, Jimmy Jam and Terry Lewis, James "Big Jim" Wright)
5. You Got Me (feat. Jay-Z & Freeway) – 4:22 (Mariah Carey, Shawn Carter, Justin Smith, Leslie Pridgen)
6. I Only Wanted – 3:38 (Mariah Carey, Lionel Cole)
7. Clown – 3:17 (Mariah Carey, Andre Harris, Vidal Davis)
8. My Saving Grace – 4:09 (Mariah Carey, Randy Jackson, Kenneth Crouch, Trevor Lawrence)
9. You Had Your Chance – 4:22 (Mariah Carey, Bryan-Michael Cox, J. Dupri, Leon Haywood)
10. Lullaby – 4:56 (Mariah Carey, Andre Harris, Vidal Davis)
11. Irresistible (Westside Connection) (feat. Westside Connection) – 5:04 (Mariah Carey, O'Shea Jackson, Quincy Jones III, Theodore Life, Dexter Wansel, Damion Young)
12. Subtle invitation – 4:27 (Mariah Carey, Marcus Vest, Randy Jackson, Kenneth Crouch, Lloyd Smith, Rob Bacon)
13. Bringin' On the Heartbreak – 4:34 (Pete Willis, Steve Clark, Joe Elliott)
14. Sunflowers for Alfred Roy – 2:59 (Mariah Carey, Lionel Cole)
15. Through the Rain (Remix feat. Joe & Kelly Price) – 3:34 (Mariah Carey, Kenneth Crouch, Randy Jackson)

## Classifiche
| Classifica (2002-2003) | Posizione massima |
| ---------------------- | ----------------- |
| Australia              | 42                |
| Austria                | 34                |
| Belgio (Fiandre)       | 48                |
| Belgio (Vallonia)      | 28                |
| Canada                 | 30                |
| Paesi Bassi            | 30                |
| Francia                | 12                |
| Germania               | 32                |
| Giappone               | 4                 |
| Svezia                 | 50                |
| Svizzera               | 9                 |
| Regno Unito            | 52                |
| US Stati Uniti         | 3                 |
| US R&B/Hip-Hop Albums  | 2                 |